# Vila Celeste (São Tomé)
Vila Celeste é uma aldeia de São Tomé e Príncipe, localiza-se no Distrito de Cantagalo, ilha de São Tomé, próxima às localidades de Maria Luísa, de Montes Herminos e de Ponta das Palmeiras.